# Davide Dusmet
Davide Dusmet, italijanski general, * 1881, † 1943.